# Al Hala Sports Club
Al Hala SC (en árabe: نادي الحالة البحريني‎) es un equipo de fútbol profesional bareiní que actualmente juega en la Liga Premier de Baréin, la liga de fútbol más importante del país.

## Biografía
Fue fundado en el año 1952 con el nombre Al Eshterak Sports Club en la ciudad de Al Muharraq. Seis años después se renombró como Al Hala Sports Club, actual nombre del club. En 1973 el Al Jazeera Sports Club se fusionó con el club, manteniendo aun así el nombre que se le atribuyó en 1958. Además ha ganado la Copa del Rey de Bahréin en tres ocasiones: 1976, 1980 y 1981. También ganó la Liga Premier de Baréin en 1979.

## Palmarés

### Torneos nacionales
- Liga Premier de Baréin:[2] 1979.
- Copa del Rey de Baréin: 1976, 1980, 1981 y 2023.